# Zin om te bewegen
Zin om te bewegen is een nummer van de Belgische band Clouseau uit 2015. Het is de eerste single van hun twaalfde studioalbum Clouseau Danst.
Het vrolijke, uptempo nummer werd een hit in Vlaanderen. Het bereikte de 9e positie in de Vlaamse Ultratop 50.